# Calomicrus carbunculus
Calomicrus carbunculus là một loài bọ cánh cứng trong họ Chrysomelidae. Loài này được Peyerimhoff miêu tả khoa học năm 1949.